# Will Mallory
William Mallory (Jacksonville, 22 giugno 1999) è un giocatore di football americano statunitense che milita nel ruolo di tight end per gli Indianapolis Colts della National Football League (NFL).

## Carriera

### Indianapolis Colts
Al college Mallory giocò a football a Miami, venendo inserito nella seconda formazione ideale dell'Atlantic Coast Conference nel 2022. Fu scelto nel corso del quinto giro (162º assoluto) del Draft NFL 2023 dagli Indianapolis Colts. Debuttò come professionista subentrando nella gara del secondo turno contro gli Houston Texans ricevendo 2 passaggi per 49 yard. La sua prima stagione si chiuse con 18 ricezioni per 207 yard in 12 presenze, 2 delle quali come titolare.

## Vita privata
Il padre, Mike Mallory, è assistente allenatore degli special team dei Denver Broncos della NFL. Il nonno, Bill Mallory, fu capo-allenatore di Miami in Ohio, Colorado, Northern Illinois e Indiana.